# Palacio de la Trinidad
El Palacio de la Trinidad es un edificio situado en la calle de Francisco Silvela n.º 82, de Madrid, que dependió de la Dirección General del Patrimonio del Estado, dependiente, a su vez, del Ministerio de Hacienda y Administraciones Públicas.

## Historia
Fue construido en 1928 por el arquitecto Luis Alemany Soler, quien dos décadas más tarde construiría —junto a Manuel Muñoz Monasterio— el Estadio Santiago Bernabéu. El edificio era propiedad del Estado y ha sido sede de la Secretaría de Estado de Política Exterior, y también sede de la Confederación Española de Organizaciones Empresariales (CEOE). 
Durante la transición española fue sede del Ministerio de Gobernación del gobierno de la Unión del Centro Democrático (entre 1976 y 1979), y después, desde 1999 hasta 2006, fue la sede del Instituto Cervantes. 
Desde el año 2011 las instalaciones estaban vacías y necesitaban de un importante proceso de restauración lo que llevó a que se pusiera su venta en subasta pública en el año 2014, siendo adquirido por Pescaderías Coruñesas por unos 6,6 millones de euros. En 2020, el ABC cuenta los nuevos usos que tendrá el Palacio. También explica que Pescaderías Coruñesas lo adquirió en 2015 por 1,5 millones de euros, dado su deterioro; aunque el precio inicial de la subasta era de 6,4 millones de euros.